# Michael Mmoh
Michael Mmoh (nascido em 10 de janeiro de 1998) é um tenista norte-americano, nascido na Arábia Saudita, de pai nigeriano e de mãe irlandesa. Mmoh é o atual campeão nacional júnior de USTA. Venceu quatro títulos do torneio ITF Futures – seu primeiro foi conquistado aos 16 anos.
Mmoh competiu no torneio de duplas masculinas do Aberto dos Estados Unidos de 2014 atuando como curinga e alcançou a segunda rodada com seu parceiro de duplas Frances Tiafoe.
Seu melhor ranking individual é o de número 96, alcançado em 1 de outubro de 2018, enquanto que nas duplas chegou ao número 265 em 12 de abril de 2021.
O pai de Michael, Tony Mmoh também era tenista profissional que representou Nigéria e alcançou o ranking de 105º lugar.